# Viktkastning

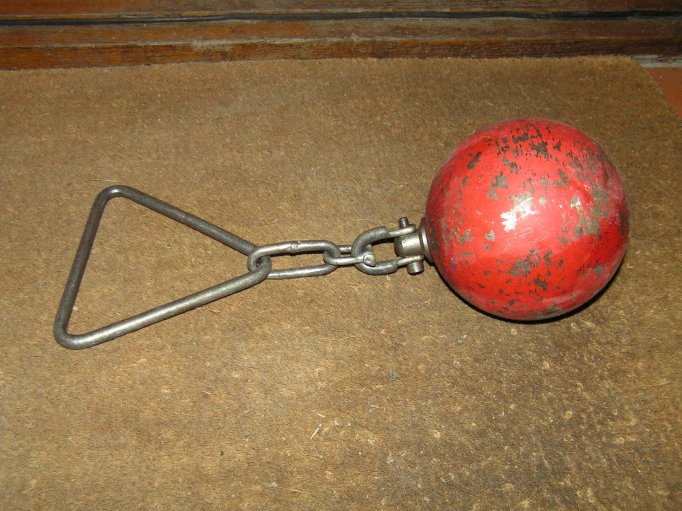
vikt

Viktkastning är en kastgren inom friidrotten. En vikt ser ut som en kort slägga och kastas på samma sätt. För seniorer är grenen vanligast på vintern i inomhushallar, där det inte finns möjlighet att kasta spjut, diskus eller slägga. 
Bland veteranfriidrottare (veteran blir man från och med det år man fyller 35) är viktkastning betydligt vanligare, både ute och inne. Där ingår den också i en mångkamp, kastmångkamp eller kastfemkamp, där alla kastgrenar ingår (slägga, kula, diskus, spjut och vikt).

## Redskap
Manliga seniorer använde tidigare en vikt på 15,0 kg utomhus och 18,0 kg inomhus men numera gäller 15,88 både ute (förmodligen) och inne. Kvinnliga seniorer kastar med en 9,08-kilos vikt både ute och inne. För manliga veteraner mellan 35 och 49 år väger den 15,88 kg (samma inne och ute). Kvinnliga veteraner mellan 35 och 49 år har samma vikt som seniorerna. Efter 50 års ålder minskar redskapsvikten successivt, med tio års intervall. 15,88-kilosvikten är ca 42 cm lång och kulan har en diameter på ca 15 cm. Utomhus är viktkastning inte en SM-gren för seniorer vilket den är för veteraner.

## Mästerskap mm
Viktkastning ingår normalt i nationella mästerskap inomhus men mer sällan internationellt förutom bland veteraner. I olympiska spelen 1904 och 1920 ingick viktkastning med 25,4-kilos-vikt (56 lbs). Segerkasten var då 10,46 respektive 11,265 m. 
I Sverige ingår viktkastning från och med inomhussäsongen 2011 (dvs vintern 2010-2011) som USM/JSM/SM-gren inomhus, för ungdomar och juniorer från och med 15 års ålder samt seniorer.